# Unión de Comités de Mujeres Palestinas
La Unión de Comités de Mujeres Palestinas (UCMP); en árabe: اتحاد لجان المرأة الفلسطينية‎) es una organización sin ánimo de lucro feminista palestina fundada en el año 1980.

## Trayectoria
Es una organización progresista compuesta por miembros del movimiento de mujeres palestinas.
En octubre de 2021, la UCMP fue nombrada como organización terrorista por Israel, junto con otras cinco organizaciones no gubernamentales sin fines de lucro palestinas: Addameer, Al-Haq, Centro Bisan de Investigación y Desarrollo, Defensa de los Niños Internacional y la Unión de Comités de Trabajadores Agrícolas). Este hecho fue condenado por Amnistía Internacional, Human Rights Watch y la Oficina del Alto Comisionado de Derechos Humanos de la ONU, quienes lo calificaron de "ataque frontal al movimiento palestino de derechos humanos y a los derechos humanos en todas partes".
En julio de 2022, nueve países de la UE (Bélgica, Dinamarca, Francia, Alemania, Irlanda, Italia, Países Bajos, España y Suecia) emitieron una declaración conjunta afirmando que seguirán trabajando con estas seis organizaciones palestinas porque Israel no había demostrado por qué debían ser considerados grupos terroristas.
El 18 de agosto de 2022, las fuerzas israelíes allanaron las sedes de las seis organizaciones junto con el Sindicato de Comités de Trabajo Sanitario (proscrito en 2020) en Ramala y Al Bireh, llevándose ordenadores y equipos y ordenaron su cierre.

## Reconocimientos
En 2022, la Unión de Comités de Mujeres Palestinas fue reconocida con el premio MESA a la Libertad Académica 2022 (MESA’s Academic Freedom award), junto a las ONG palestinas Addameer, Al-Haq, Bisan Center for Research and Development, Defense for Children International - Palestine, Union of Palestinian Women's Committees y Union of Agricultural Work Committees, por su búsqueda de la libertad académica, su resistencia y sus contribuciones al campo de los estudios sobre Oriente Próximo.
En 2024, ganó el segundo premio de Cooperación Internacional entregado por la Asociación Paz y Solidaridad.